# Online Etymology Dictionary
El Online Etymology Dictionary es un diccionario en línea en el que se describe la etimología de las palabras en lengua inglesa. Su acrónimo, OED, coincide con el acrónimo que se usa frecuentemente para referirse al Oxford English Dictionary. Douglas Harper creó el diccionario etimológico para guardar así la historia y evolución de más de 30 000 palabras, incluyendo jerga y lenguaje técnico. El Online Etymology Dictionary ha sido referenciado por la biblioteca de la Universidad de Ohio como una fuente de información etimológica relevante y fue citado en el Chicago Tribune como «una de las mejores fuentes para encontrar la palabra justa». También es citado en numerosos artículos como fuente para explicar la historia y evolución de las palabras.